# Kostënki–Borščëvo
L'area archeologica di Kostënki–Borščëvo (in russo Костёнки-Борщёво?) è un rilevante complesso archeologico, che si trova vicino al villaggio russo di Kostënki, situato sulla sponda occidentale del fiume Don, nell'Oblast' di Voronež, che ha dato alla luce un'elevata concentrazione di reperti relativi a culture di esseri umani moderni (Homo Sapiens), dall'inizio dell'epoca del paleolitico superiore. 26 sono i siti paleolitici dell'area, numerati Kostënki 1–21 e Borščëvo 1–5, i cui reperti, esposti nel locale museo Kostënki, si considera appartenenti alla cultura aurignaziana.
La scoperta di focolari e di altre prove di un'occupazione a lungo termine, suggerisce che questi siti non fossero dei semplici accampamenti temporanei, ma piuttosto insediamenti consolidati, in cui vivevano gruppi di persone.

## Scavi
Denti di mammut furono rinvenuti nel sito già in epoca remota. Il pittore, scrittore e viaggiatore olandese Cornelis de Bruijn nel 1703 scriveva:
"Nella località in cui ci trovavamo, con nostra grande sorpresa, abbiamo trovato molti denti di elefante, di cui ne ho conservato uno io stesso, per curiosità, ma non riesco a capire come questi denti siano arrivati qui. È vero, l'imperatore [Pietro I] ci disse che Alessandro Magno, passando per questo fiume, come alcuni storici assicurano, raggiunse la cittadina di Kostenka, a circa otto verste da qui, e che è possibile che in quel periodo siano caduti diversi elefanti, i cui resti si trovano ancora oggi qui."
Il sito è menzionato anche dal un botanico, ornitologo ed esploratore tedesco Samuel Gottlieb Gmelin nel 1768. Il nome stesso dell'insediamento, Kostënki, deriva da кость, "osso".
Il sito Kostënki-1 fu scavato da I. S. Poljakov nel 1879. Ulteriori scavi tra il 1881 e il 1915 furono rivolti principalmente alla ricerca di utensili in pietra. Scavi sistematici furono effettuati a partire dagli anni '20, in particolare quelli condotti da P. P. Efimenko tra il 1923 e il 1938.
Nella seconda metà del XX secolo si riconobbe l'esistenza di altri siti nelle vicinanze, ora denominati da Kostënki-1 a Kostënki-21; a partire dagli anni '70 furono si iniziarono a scavare nell'area di Borščëvo, dove sono stati individuati i siti da Borščëvo-1 a Borščëvo-5.
Nel 2020 è stata scoperta a Kostënki una struttura circolare ossea di almeno 60 mammut, con un diametro di oltre 12,5 metri, risalente a 25.000 anni fa.

## Stratigrafia
L'area archeologica è nota tra gli studiosi anche per i complessi studi stratigrafici cui è stata sottoposta, volti a analizzare gli strati archeologici, per ricostruire la storia, forma, concatenamento, divisione e successione, in un'area ritenuta fondamentale per lo studio del popolamento del continente europeo. Il sito, oltre ad avere una particolare conformazione geologica, presenta dei marcatori stratigrafici esterni, utili per determinare con precisione la sequenza temporale dei ritrovamenti, come ad esempio quelli utili per l'individuazione delle facies culturali o a datare i resti fossili ritrovati. Al momento sono stati individuate sei principali sequenze stratigrafiche, che spaziano dall'età moderna, fino alla più antica identificata sulla base della presenza di limo gessoso, risalente ad almeno 50.000 anni fa.

### Marcatori stratigrafici esterni
Uno degli aspetti più interessanti della sequenza stratigrafica di Kostënki 14 è il fatto che i depositi del Paleolitico Superiore Antico (EUP) comprendono due marcatori stratigrafici esterni: uno strato di cenere vulcanica, attribuito all'eruzione dell'ignimbrite campana (CI), e l'escursione paleomagnetica di Laschamp (LPE).
Uno strato di cenere vulcanica campana, datata a circa 39.000 anni fa, è stato rinvenuto sopra lo strato dove sono stati ritrovati alcuni reperti, a dimostrazione della presenza umana in un periodo antecedente a questo evento. Attualmente, l'eruzione ignimbritica campana del vulcano dei Campi Flegrei è datata a circa 39 mila anni fa. L'esplosione di 500 chilometri cubi di ignimbrite è stata la più grande degli ultimi 200.000 anni di storia europea
L'escursione paleomagnetica di Laschamp (LPE), è stata una breve inversione del campo magnetico terrestre avvenuta circa 41.000 anni fa. Gli scienziati hanno identificato questa anomalia magnetica nei sedimenti di diverse località in tutto il mondo, inclusi i sedimenti lacustri di Laschamp, in Francia, da cui prende il nome. La presenza del segnale dell'LPE nei depositi di Kostënki 14 indica che questi depositi si sono formati durante o in prossimità di questo evento paleomagnetico.
Questi due marcatori forniscono un robusto quadro cronologico per i ritrovamenti dell'area, che è possibile correlare con altri siti archeologici dove sono stati individuati gli stessi marcatori.

## Facies culturali
Nel 2007 a Kostënki sono stati scoperti manufatti umani moderni al di sotto dello strato di cenere vulcanica, attribuita all'eruzione dell'ignimbrite campana (CI) che si stima sia avvenuta circa 40.000 anni fa. Prima di questa scoperta, si riteneva che la cultura aurignaziana fosse la più antica associata agli esseri umani moderni in Europa, succedendo alle industrie musteriane dei Neanderthal.  Il ritrovamento a Kostenki di un'industria litica sofisticata (lame prismatiche, bulini, manufatti in osso e avorio, ornamenti in conchiglia) al di sotto di questo strato di cenere vulcanica, quindi precedente a quella aurignaziana, sembra suggerire che la presenza di Homo sapiens in Eurasia possa essere più antica di quanto precedentemente stimato. La questione è ancora controversa, e gran parte della sua soluzione passa dalla corretta datazione delle sequenze stratigrafiche individuate nell'area.
Nei livelli più antichi del sito archeologico di Kostënki, alcuni insediamenti (come Kostënki-1/2, Kostënki-6, Kostënki-11 e altri) si trovano al di sotto di uno strato di cenere vulcanica, risalente a una grande eruzione avvenuta circa 39.000 anni fa. Questi siti sono legati a una cultura locale chiamata cultura di Strelets, che non mostra un passaggio graduale dalle culture precedenti, ma è molto simile ad altre culture del Paleolitico superiore che si trovano in Europa centrale e occidentale, come la cultura Szeletiana. Secondo alcuni studiosi, questa cultura potrebbe essere stata sviluppata da Neanderthal locali, prima che scomparissero.
In un altro sito (Kostënki 17/2), sono stati trovati ornamenti, datati ad un periodo compreso tra 38.000 e 32.000 anni fa, con fori realizzati probabilmente con un trapano manuale. Questo suggerisce che queste popolazioni avevano già competenze tecnologiche avanzate e potrebbero aver saputo prepararsi a condizioni ambientali estreme, come un inverno vulcanico. Appena sopra lo strato di cenere vulcanica, sono stati trovati aghi da cucito, un'altra prova di abilità tecniche avanzate.
Altri siti (come Kostënki 1/1, 4/2, 8/2 e 21/3) appartengono alla cosiddetta cultura Gravettiana orientale, che si sviluppò tra 24.000 e 22.000 anni fa.
Altri ancora (Kostënki 2, 3, 11-1a, 19) appartengono alla cultura di Zamjatino, che si colloca tra 22.000 e 17.000 anni fa. Il sito di Kostënki 8/2 è importante perché ha dato il nome alla cultura di Telman.

## Ritrovamenti

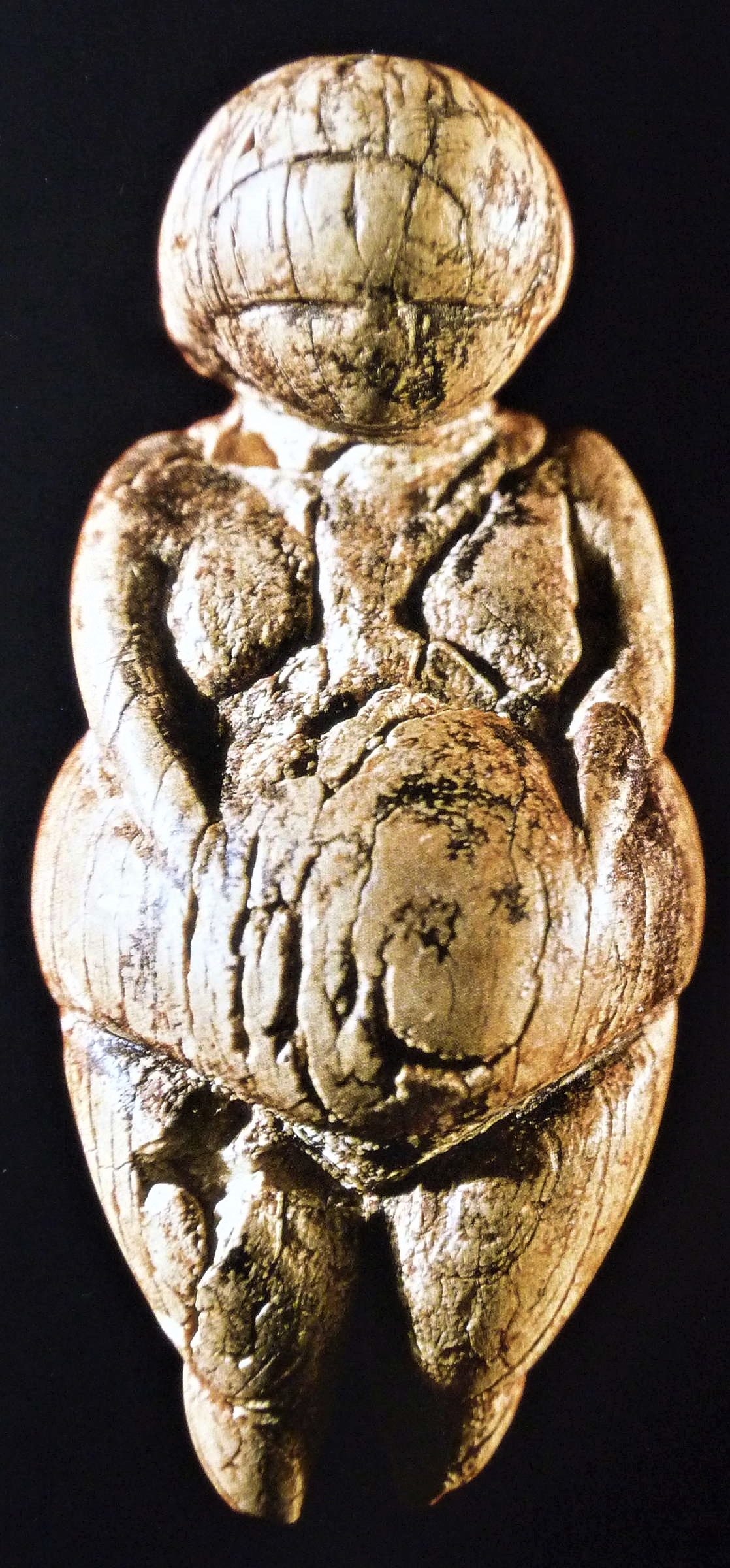
Venere di Kostënki, realizzata con una zanna di mammut, risalente a 22.000 anni fa, trovata a Kostënki 1.

Alcuni dei resti umani più antichi datati direttamente provenienti da questo sito risalgono a 32.600 ± 1.100 anni fa (14C), e consistono in una tibia e un perone, con caratteristiche che classificano le ossa come appartenenti a esseri umani europei premoderni.
Nel 2009,  è stato estratto il DNA antico dai resti di un cacciatore-raccoglitore maschio di Kostënki-12, vissuto circa 30.000 anni fa e morto tra i 20 e i 25 anni. La sua linea materna è stata identificata come aplogruppo mtDNA U2. Fu sepolto in una fossa ovale in posizione rannicchiata e ricoperto di ocra rossa. Successivamente, si è scoperto che Kostënki-12 apparteneva all'aplogruppo Y-DNA patrilineare C1* (C-F3393).
Gli scavi di Kostënki–Borščëvo hanno portato alla luce una grande quantità di utensili in pietra, manufatti in osso, oltre ai resti di antichi insediamenti umani. Tra gli utensili rinvenuti figurano vari tipi di lame, raschietti, bulini e punte, probabilmente utilizzati per la caccia, la macellazione e altre attività quotidiane. Le ossa rinvenute nel sito appartengono a una varietà di animali, tra cui mammut, rinoceronti lanosi, cavalli e altri mammiferi diffusi durante l'era glaciale.
Una delle caratteristiche più notevoli del complesso è l'abbondanza di oggetti d'arte e statuette create dai primi uomini che abitavano la regione. Tra queste, si annoverano rappresentazioni scolpite di animali, come mammut e uccelli, nonché statuette umanoidi che si ritiene abbiano un significato religioso o simbolico, alcune delle quali provenienti da siti distanti oltre 500 km, fornendo l'evidenza di scambi commerciali in epoca paleolitica. Queste espressioni artistiche offrono scorci delle credenze culturali e spirituali degli antichi abitanti, gettando luce sulla loro complessità sociale e sulle loro capacità cognitive.

### Kostënki-1
Kostënki I, è un sito sopra la terrazza fluviale vicino al Don cruciale del Paleolitico, studiato a partire dal 1879, dove sono stati identificati cinque livelli di occupazione. La datazione al radiocarbonio del livello superiore fornisce una stima a circa 14.000 anni fa. Questo livello superiore, il più esplorato, ha rivelato numerose strutture abitative, manufatti in selce e osso, tra cui circa 50 statuette femminili frammentarie,oltre a resti di mammut, cavalli e altri animali.

### Kostënki -2
A Kostënki-2 (sito di Zamjatnina) sono stati rinvenuti i resti di un'abitazione circolare fatta di ossa di mammut, larga sette o otto metri, con un focolare al centro, adiacente alla tomba di un uomo di Cro-Magnon sepolto in posizione seduta.

### Kostënki-4
A Kostënki-4 si sono conservati i resti di due abitazioni circolari di circa sei metri di diametro, con il focolare al centro di ciascuna, dove sono state rinvenute punte di selce a forma di foglia, lavorate mediante ritocco a pressione. In un secondo strato sono stati rinvenuti frammenti di ossa umane, parzialmente bruciate, nonché piastre in miniatura di selce e punte aghiformi.

### Kostënki-14
Nel sito di Markina Gora, sono stati ritrovati i resti fossili di un uomo di sesso maschile vissuto circa 38.700-36.200 anni fa, Kostënki-14 che è stato anche identificato come appartenente all'aplogruppo U2 del mtDNA. Il suo aplogruppo Y-DNA era C1b1-K281; l'aplogruppo U2 è comune tra gli uomini del paleolitico ma è raro tra le popolazioni europee moderne, conservandosi con maggior evidenza tra le popolazioni dell'Asia meridionale e centrale, come anche il C1b dimostra una connessione con le popolazioni asiatiche.  Il rinvenimento ha grande importanza per lo studio della storia genetica dell'Europa, perché il genoma di Kostënki-14 rappresenta una prima prova della separazione tra lignaggi europei e asiatici orientali. Kostënki-14 ha mostrato anche un certo livello di antica mescolanza con i Neanderthal, percentualmente superiore a quella ritrovata in altri resti fossili, che ha permesso al team di scienziati di stimare l'epoca della mescolanza tra umani e neandertaliani a 54.000 anni fa.

## Territorio
Nella valle del Don, a circa quaranta chilometri a sud di Voronež, si trovano i villaggi di Kostënki e Borščëvo. Questa regione segna un confine geologico significativo: il versante occidentale della valle delimita l'estremità orientale dell'Altopiano della Russia Centrale, mentre il versante orientale confina con la pianura di Tambov; la linea di contatto tra queste due grandi unità geografiche è percorsa dal corso del fiume Don.

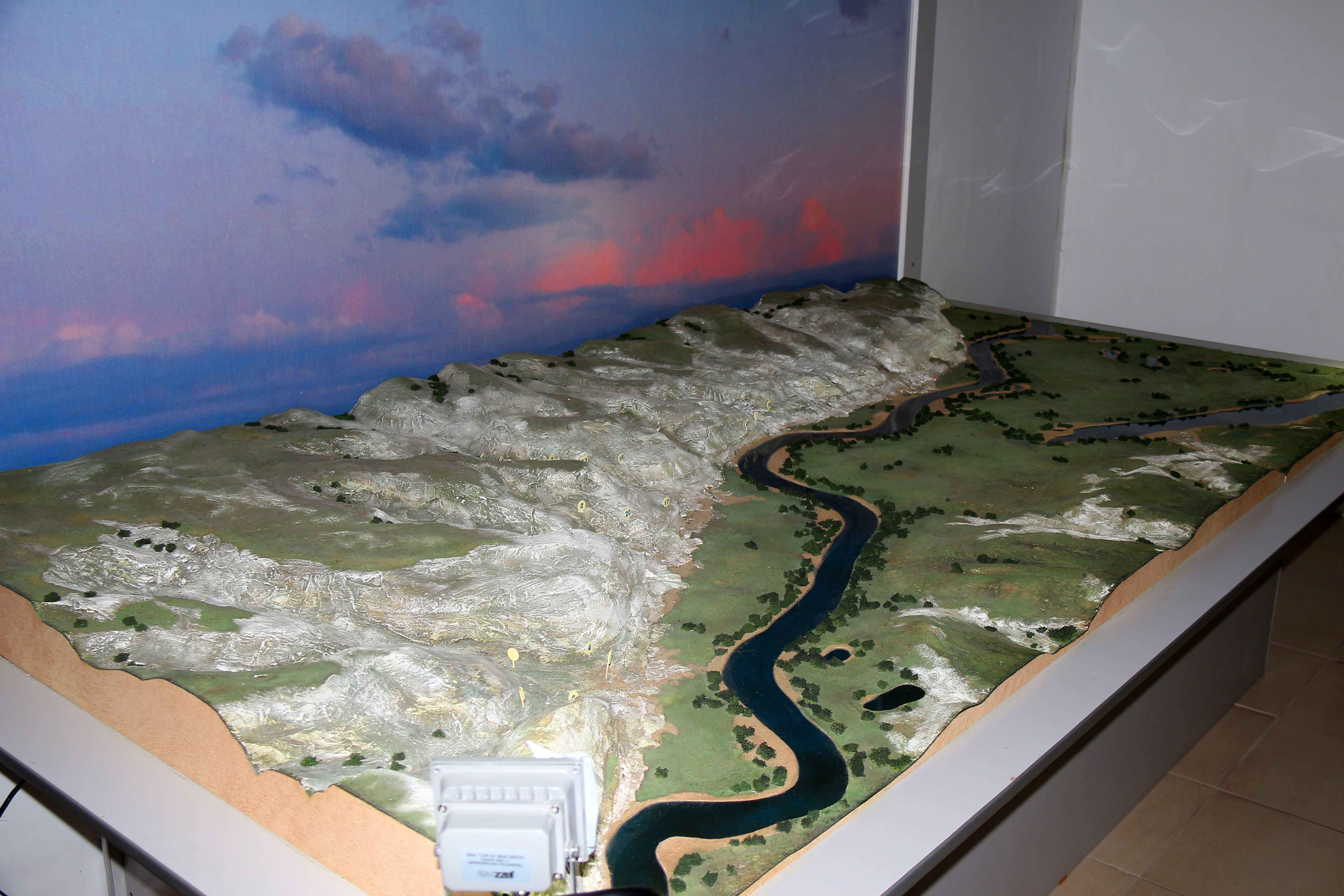
Modello del territorio di Kostënki

Un elemento distintivo di quest'area è la marcata asimmetria della valle nella regione di Kostënki-Borščëvo. Questa caratteristica è in gran parte attribuibile al continuo sollevamento che ha interessato la parte orientale dell'altopiano della Russia Centrale, in contrasto con la più stabile pianura di Tambov. Di conseguenza, il versante occidentale della valle si presenta ripido, mentre quello orientale degrada in modo più dolce.
Questo particolare contesto geologico ha innescato un meccanismo di conservazione unico per le testimonianze di insediamento preistorico, infatti il sollevamento del terreno ha favorito la formazione di burroni e delle relative sorgenti idriche invernali. Inoltre, ha creato un'altura sopra gli antichi terrazzi fluviali, che nel tempo ha gradualmente ricoperto gli insediamenti sottostanti attraverso processi di colluviazione (terreno formato con i detriti accumulatisi ai piedi di un pendio, per l'azione erosiva degli agenti fisici) e successivi innalzamenti del suolo. Tale dinamica ha portato a una separazione stratigrafica verticale degli insediamenti grazie ai depositi colluviali e a una distinzione orizzontale degli stessi sui tre principali terrazzi fluviali.
La ricchezza del sottosuolo di quest'area non è sfuggita ai moderni coloni russi, i quali, durante gli scavi per le fondamenta delle loro abitazioni e delle cantine, hanno riportato alla luce ossa di mammut. Queste scoperte iniziali hanno richiamato l'attenzione sulla peculiarità del sito. Anche l'erosione naturale dei burroni ha contribuito a rendere accessibili le tracce di occupazioni umane più antiche.